# Offiziere gegen Hitler
Offiziere gegen Hitler ist ein dreiteiliger Dokumentarfilm von Maurice Philip Remy aus dem Jahr 2004, der für NDR, BR und SWR gedreht wurde. Die deutsche Erstausstrahlung erfolgte am 14. Juli 2004 in der ARD.

## Kontext
Der in anderthalb Jahren entstandene Dokumentarfilm wurde historisch-fachlich durch die Historiker Joachim Fest (Hitler-Biograph), Peter Hoffmann (Stauffenberg-Biograph) und Bernhard R. Kroener beraten. Es wurden Archivmaterial herangezogen und Interviews mit über 100 Zeitzeugen geführt. Im selben Jahr erschien die Konkurrenzproduktion des ZDF Die Stunde der Offiziere unter der redaktionellen Leitung von Guido Knopp. Beide Filme gelten als vergleichsweise niveauvoll.

## Inhalt
Die Dokumentation besteht aus drei Folgen:
1. Verschwörung der ersten Stunde (Schwerpunkt Hans Oster und die Septemberverschwörung von 1938)
2. Aufstand des Gewissens (Schwerpunkt Henning von Tresckow und der Attentatsversuch von 1943)
3. Staatsstreich im Untergang (Schwerpunkt Claus Graf Schenk von Stauffenberg und das Attentat vom 20. Juli 1944)

Inhaltlich beschäftigt sie sich vor allem mit den Motiven der militärischen Widerstandskämpfer gegen den Nationalsozialismus. Zu Wort kommen u. a. die damaligen Wehrmachtsoffiziere Ulrich de Maizière, Philipp Freiherr von Boeselager (Bonus-Interview) und Ewald-Heinrich von Kleist sowie Familienangehörige aus den Familien des Widerstandes. Außerdem werden frühere Aufnahmen etwa mit den Widerstandskämpfern Fabian von Schlabrendorff und Rudolf-Christoph von Gersdorff herangezogen.

## Rezeption
Nach Reiner Braun (Berliner Zeitung) gerate der Film nicht in „Versuchung einer Verklärung der Geschichte“. Er sei „aufwändig“ recherchiert und nehme eine „faire historische Wertung und Einordnung des Widerstands in Uniform“ vor. Der Regisseur bemühe „sich um Differenzierung“. Es sei ein „solide[r], gut recherchierte[r] Abriss“, der „sehenswert“ sei.
Für eine „überzeugende Dokumentation“ hält ihn Marcus Jauer (Süddeutsche Zeitung). Es war „die letzte Chance“ Zeitzeugen einzubinden. Außerdem habe der Regisseur auf „nachgestellte Szenen“ und Dramatik aller Art verzichtet.
Nach Kerstin Decker (Der Tagesspiegel) sei der Film eine „Annäherung“ und „ganz dem Faktischen verpflichtet“, allerdings fehle ein „geistiger Umriss“. Die Dokumentation blende Details zu Stauffenberg aus und stelle ihn nicht immer korrekt dar.
Die Dokumentation sei „grundsolide, zeitgemäß und der Sache durchaus angemessen – nur bietet sie nichts Neues“, so Sven Felix Kellerhoff (Die Welt). Sie folge „sehr weit der manchmal wohl doch zu glatt gebügelten Darstellung in Fests […] Buch „Staatsstreich““.